# Hikueru (Gemeinde)
Hikueru ist eine Gemeinde im Tuamotu-Archipel in Französisch-Polynesien.
Die Gemeinde besteht aus 5 Atollen. Sie ist in 2 „Communes associées“ (Teilgemeinden) untergliedert. Der Hauptort der Gemeinde ist Hikueru. Der Code INSEE der Gemeinde ist 98721.
| Atoll oder Insel | Hauptort | Einwohner 2022 | Landfläche (km2) | Lagune (km2) | Post- leitzahl | Koordinaten           |
| ---------------- | -------- | -------------- | ---------------- | ------------ | -------------- | --------------------- |
| Hikueru1         | Tapupati | 125            | 8                | 79           | 98790          | 17° 35′ S, 142° 37′ W |
| Marokau1         | Vaiori   | 74             | 7,5              | 216          | 98790          | 18° 04′ S, 142° 16′ W |
| Ravahere         | –        | 0              | 0,7              | 5,1          |                | 18° 15′ S, 142° 09′ W |
| Reitoru          | –        | 0              | 1,4              | 0,6          |                | 17° 52′ S, 143° 04′ W |
| Tekokota         | –        | 0              | 0,9              | 5,1          |                | 17° 19′ S, 142° 35′ W |
| Gemeinde Hikueru | Tapupati | 199            | 18,5             | 306          |                |                       |

1 „Commune associée“ (Teilgemeinde)

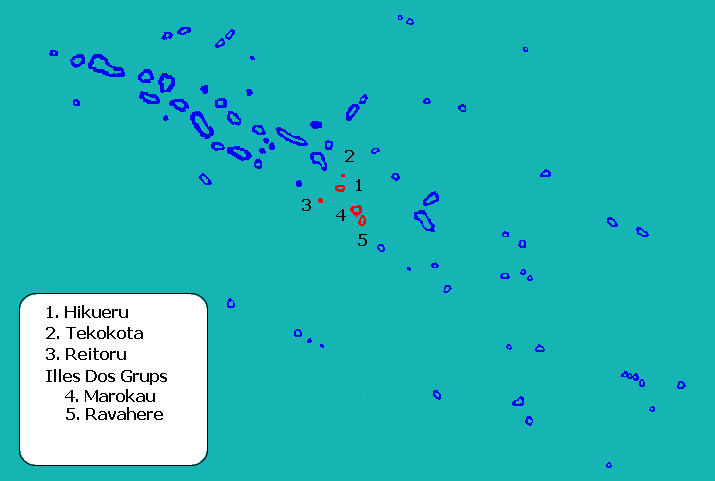
Position der Gemeinde Hikueru

Ravahere und Marokau bilden die sogenannten Îles Deux Groupes.